# Daubach (Bad Kreuznach)
Daubach è un comune di 228 abitanti della Renania-Palatinato, in Germania.
Appartiene al circondario (Landkreis) di Bad Kreuznach (targa KH) ed è parte della comunità amministrativa (Verbandsgemeinde) di Nahe-Glan.